# Refund Sisters
Refund Sisters (em coreano: 환불 원정대) é um supergrupo sazonal sul-coreano formado no programa de variedades  "Hangout with Yoo" da MBC. O grupo é um spin-off de SSAK3 - outro grupo formado no Hangout com Yoo. Elas fizeram sua estreia com o single "Don't Touch Me" em 10 de outubro de 2020.

## História
Em junho de 2020, Lee Hyori brincou sobre formar um ideal grupo feminino com conceito "Girl Crush" com ela mesma, Jessi, Uhm Jung-hwa e Hwasa do Mamamoo. Em um episódio posterior, ela compartilhou a ideia de ter Yoo Jae-suk, o artista principal do Hangout com Yoo, como o gerente do grupo. Após a transmissão do episódio, todos as três cantoras mencionadas responderam positivamente à ideia de Hyori e estavam dispostas a participar do projeto. O conceito também recebeu apoio positivo do público.
Em agosto de 2020, o projeto Refund Sisters foi iniciado logo após o término do projeto SSAK3, reunindo as quatro cantoras para formar um grupo feminino. Testes para o papel de gerente do grupo foram realizados, com Kim Jong-min e Jung Jae-hyung escolhidos para o papel. Como o projeto SSAK3, todos os rendimentos das promoções das Refund Sisters serão doados para instituições de caridade.
O grupo lançou seu single de estreia "Don't Touch Me" em 10 de outubro. O MV oficial de "Don't Touch Me" foi lançado em 28 de outubro.

## Membros
- Uhm Jung-hwa (Man Ok)
- Lee Hyori (Cheon Ok)
- Jessi (Eun Bi)
- Hwasa (Sil Bi)

### Produtor
- Yoo Jae-suk (Jimi Yoo)

### Managers
- Kim Jong-min (Kim Ji-sub)
- Jung Jae-hyung (Jung Bong-won)

## Discografia

### Singles
| Título           | Ano  | Melhores posições nas paradas | Melhores posições nas paradas | Melhores posições nas paradas | Álbum            |
| Título           | Ano  | KOR                           | KOR Hot                       | US World                      | Álbum            |
| ---------------- | ---- | ----------------------------- | ----------------------------- | ----------------------------- | ---------------- |
| "Don't Touch Me" | 2020 | 1                             | 2                             | 8                             | Non-album single |